# Saison 2013-2014 du Montpellier Hérault Sport Club
Maillots
Chronologie
Saison précédente Saison suivante
La saison 2013-2014 du Montpellier Hérault Sport Club est la trente-deuxième saison du club héraultais en première division du championnat de France, la cinquième saison consécutive au sein de l'élite du football français. Cette saison est marquée par la fin d'un cycle pour le club de Louis Nicollin avec le départ de nombreux acteurs du titre de champion de France obtenu en 2012.
Jean Fernandez, entraîneur de 58 ans, était à la tête du staff montpelliérain au début de la saison. Prenant la place de René Girard à la tête du club, il avait pour mission de relancer le club après les départs de joueurs importants comme Marco Estrada ou Younès Belhanda en s'appuyant principalement sur un centre de formation performant qui a permis l'éclosion de plusieurs jeunes joueurs très prometteur la saison précédente comme Rémy Cabella ou Benjamin Stambouli. Mais après une succession de mauvais résultats, il donne sa démission le 5 décembre et est remplacé par Rolland Courbis, qui avait permis au club de retrouver l'élite en 2009.
Cette nouvelle saison fait suite à une saison quelque peu décevante pour les supporteurs, puisque les Pailladins, surnom des joueurs du club, n'ont pas atteint les objectifs de la saison passée, faisant pale figure sur la scène européenne et ne brillant guère sur la scène nationale en terminant la saison sans qualification européenne. Les objectifs pour cette nouvelle saison sont plus modeste, puisque Louis Nicollin ne visent qu'une place dans les 10 meilleures équipes, les grands favoris pour le titre étant le Paris Saint-Germain pour la troisième saison du Qatar Investment Authority à la tête du club et l'AS Monaco qui retrouve la première division et qui sont dotés de moyen financier beaucoup plus important.
Les Pailladins participent également durant la saison aux deux coupes nationales que sont la Coupe de France où ils se font éliminer en huitième de finale par une modeste équipe de CFA, l'AS Cannes alors qu'ils avaient éliminé le Paris Saint-Germain au tour précédent et la Coupe de la ligue où leur parcours est arrêté prématurément lors des seizièmes de finale par le FC Sochaux-Montbéliard. Ces mauvaises performances en coupes ne sont que le reflet d'une saison décevante où le Montpellier HSC aura plus souvent eu peur pour son maintien que montré des ambitions à jouer l'Europe. Les hommes de Rolland Courbis plombés par un début de saison calamiteux termine la saison à la 15e place en s'inclinant lourdement lors de la dernière journée sur le terrain du champion, le Paris Saint-Germain (4-0).

## Avant saison

### Objectif du club
Après une saison post-titre de champion de France plutôt décevante, le club terminant à la 9e place du classement, les ambitions des dirigeants sont forcément revues à la baisse comme l'affirme le président Louis Nicollin qui n'est pas du genre à s’enflammer.

« D'abord, se maintenir en championnat. Vous savez, il n'y a pas beaucoup de présidents chaque année qui disent qu'ils pensent qu'il faut d'abord se maintenir en première ligue, tout le monde croit qu'on va faire ceci qu'on va faire cela, puis il y en a qui se casse la gueule. Moi dixième ben ça me va. Alors c'est vrai que je vous dit peut-être pas la vérité, je préférerai être cinquième, mais c'est mieux de dire dixième, comme ça si on finit dixième, on dira objectif rempli. »

— Louis Nicollin
Le 27 juin 2013, lors de la reprise, Jean Fernandez a pu se faire une première impression sur le groupe et sur la saison à venir, sous l’œil de Louis Nicollin qui rappelle ses objectifs à plus ou moins long terme.

« Le président est un peu déçu par la saison passée. Je veux rendre du plaisir et du bonheur aux gens. On a les moyens de réussir une belle saison, à savoir finir entre la 5e et la 10e place. Je me fais à l'idée de titiller les équipes du haut de tableau »

— Jean Fernandez

« Etre dans les dix premiers et gagner une petite Coupe de France. Ce n'est peut-être pas la première année que l'on y réussira, mais j'aimerais bien retourner en finale. Il n'y a que la Coupe de France pour attirer autant de monde sur la (place de la) Comédie après un titre. Avant de prendre ma retraite, cela serait sympa. »

— Louis Nicollin

### Matchs internationaux
Depuis le départ de Mapou Yanga-Mbiwa en janvier 2013, le Montpellier HSC, n'a plus de joueurs sélectionnés en équipe de France, bien que Bryan Dabo, soit appelé depuis l'inter-saison par Willy Sagnol, le sélectionneur de équipe de France espoirs.
Cependant, d'autres internationaux sont sur le pont lors de l'inter-saison, notamment avec la suite des éliminatoires pour la Coupe du monde 2014 dans la zone Afrique. Parmi eux, Abdelhamid El Kaoutari avec la sélection marocaine qui va malheureusement quitter la compétition dès le premier tour des éliminatoires à la Coupe du monde 2014 en laissant la Côte d'Ivoire lui ravir la première place.

### Transferts

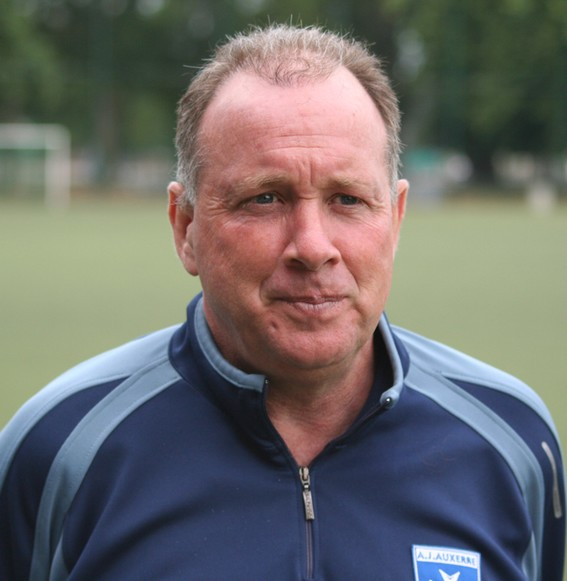
Jean Fernandez, le nouvel entraîneur du club.

Après une fin de saison compliquée, René Girard n'a pas vu son contrat renouvelé et à donc du laisser sa place à la tête du Montpellier HSC à Jean Fernandez qui devient entraineur jusqu'en juillet 2015, avec pour objectif de faire grandir le club dans la continuité des précédents entraineurs.
Après avoir enregistré le retour des prêts de deux de ses jeunes joueurs, Jonathan Tinhan et Bengali-Fodé Koita, le club doit faire face principalement aux envies de voir ailleurs de plusieurs cadre de l'équipe comme Younes Belhanda, Henri Bedimo ou Marco Estrada. Ce sont cependant deux recrues qui ouvrent le bal du mercato estival au club, avec la signature pour quatre saisons de l'attaquant de l'AS Nancy-Lorraine, Djamel Bakar, qui a réalisé une bonne saison malgré la relégation de son club en Ligue 2, et du jeune milieu de terrain du Mans FC, Morgan Sanson. Dès le 28 juin, le club réalise une bonne opération en enrôlant pour deux ans et sans indemnité de transfert, le défenseur latéral du Paris Saint-Germain, Siaka Tiéné afin d'anticiper le départ de Henri Bedimo. Après une période plus calme dans le mercato et la signature des premiers contrat professionnel pour Jeffrey Assoumin et Vincent Di Stefano, le club est de nouveau actif en fin de mercato en faisant signer trois nouvelle recrues. Le 7 aout, les dirigeants du club annoncent officiellement le retour au club de l'attaquant du Stade rennais, Victor Hugo Montaño, trois ans après avoir quitté le club héraultais. L'un des meilleurs buteurs de l'histoire du club rentre au bercail pour un contrat de trois saisons et un montant de transfert de huit cent mille euros. En toute fin de mercato, les pailladins voient arriver deux autres joueurs qui viennent renforcer l'effectif du club, Yassine Jebbour, un défenseur marocain du Stade rennais qui signe pour trois ans et Jean Deza, un jeune attaquant péruvien qui est prêté au club pour une saison avec option d'achat en provenance du CDU San Martín.

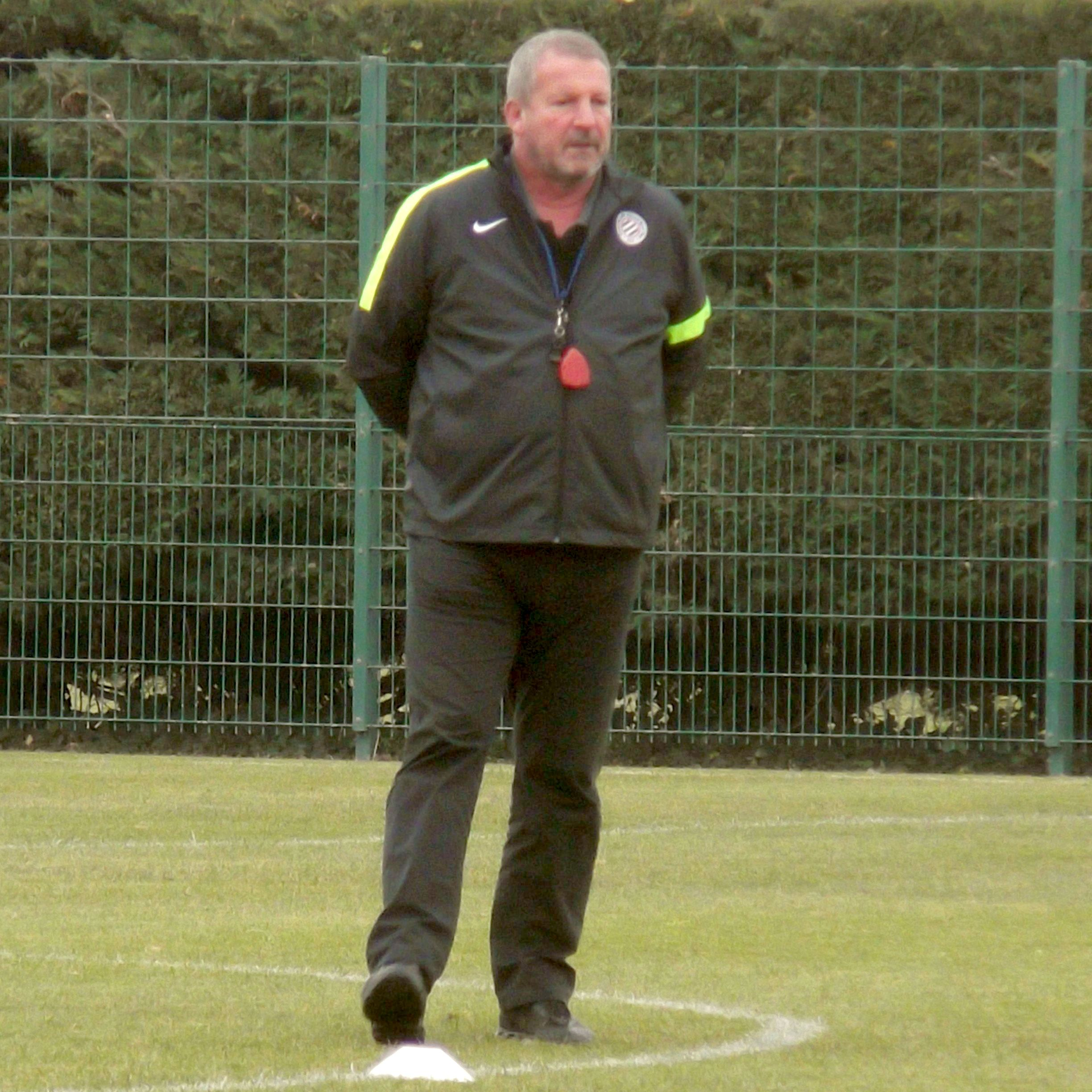
Rolland Courbis revient au MHSC en décembre 2013.

Le premier départ de la saison a lieu le 30 juin, avec la signature de Younes Belhanda, le talentueux international marocain qui signe au Dynamo Kiev après une saison où il n'aura pas confirmé ses belles prestations de l'année du titre de champion. Après le départ en retraite des deux anciens de la maison pailladine, Romain Pitau et Cyril Jeunechamp qui auront beaucoup apporté aux jeunes au cours des cinq dernières saisons, le club doit faire face à un nouveau départ important, celui de Marco Estrada qui quitte l'Hérault pour rejoindre l'Al-Wahda Club aux Émirats arabes unis, laissant un vide difficile à combler dans l'entre-jeu du club. S'ensuivent deux départs de joueurs en fin de contrat, celui d'Adrien Coulomb qui quitte son club formateur pour rejoindre l'AC Arles-Avignon et de John Utaka qui après de bon et loyaux services et notamment le doublé du titre contre l'AJ Auxerre, part pour la Turquie afin d'y terminer sa carrière. Le club va enfin voir partir au cours du mois d'août trois nouveaux joueurs, Henri Bedimo qui rejoint l'Olympique lyonnais pour deux millions d'euros après avoir été l'un des piliers de l'équipe championne de France, Gaëtan Charbonnier qui rejoint le Stade de Reims après une saison très compliquée dans l'Hérault où beaucoup attendaient de lui qu'il soit le nouvel Olivier Giroud et Bengali-Fodé Koita qui rejoint le club de Ligue 2 du SM Caen.
Le 5 décembre 2013, après une nouvelle contre-performance à domicile face au FC Lorient qui suivait près de deux mois sans la moindre victoire pour les pailladins, Jean Fernandez dépose sa démission qui est acceptée par le président Louis Nicollin. Alors que Pascal Baills assure l'intérim lors de la journée suivante, le 9 décembre, le club annonce le retour de Rolland Courbis, heureux de pouvoir travailler une nouvelle fois dans l'Hérault après les deux années et demie où il avait aidé le club à remonter dans l'élite. À la trêve, Rolland Courbis souhaite renforcer son effectif en amenant du sang neuf, c'est chose faite en se faisant prêter jusqu'à la fin de la saison M'Baye Niang, l'international espoirs français de l'AC Milan. Par ailleurs, le club décide de prêter pour six mois Emanuel Herrera afin de lui permettre de se relancer dans un nouveau contexte. Le joueur argentin rejoint le 16 janvier le club mexicain des Tigres UANL. Également en manque de temps de jeu avec l'équipe montpelliéraine, Bryan Dabo quitte le club lors de la trêve hivernale sous la forme d'un prêt dans le club des Blackburn Rovers FC, mais il est immédiatement remplacé numériquement par l'arrivée au club du jeune défenseur du RC Lens, Nicolas Saint-Ruf qui signe un contrat de trois ans et demi avec le club de Louis Nicollin.

### Préparation d'avant-saison

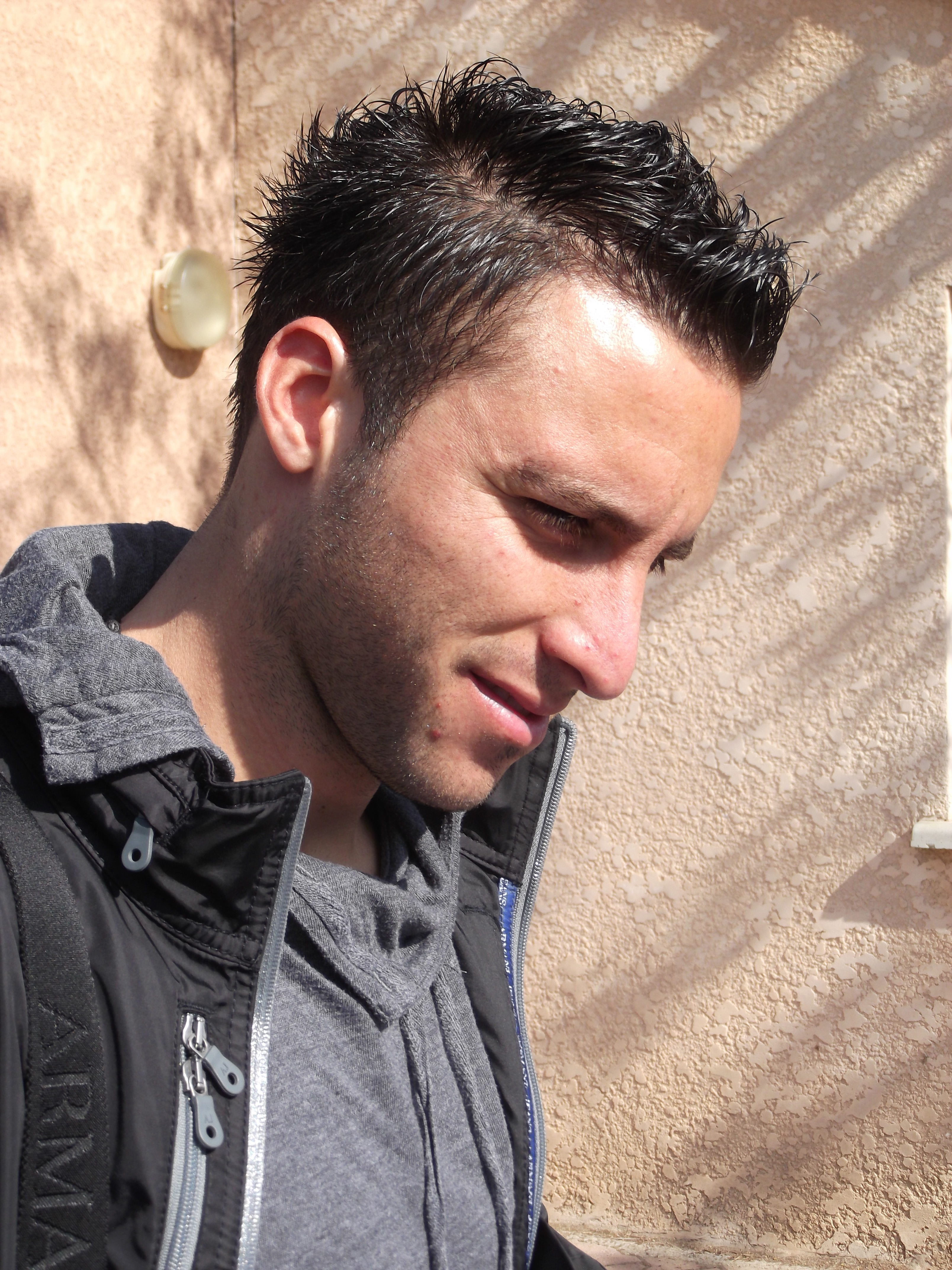
Emanuel Herrera, auteur d'un doublé.

Avant d’entamer sa saison à domicile face au Paris Saint-Germain, le Montpellier HSC entame sa préparation comme à son habitude par un stage en Lozère qui se conclut par une confrontation avec son hôte de la semaine, l'Avenir Foot Lozère, qui évolue en Division d'Honneur et qui a impressionné la saison passée en atteignant les 16e de finale de la Coupe de France. Les hommes de Jean Fernandez ne se laissent pas surprendre par l'équipe mendoise et s'impose trois buts à zéro avec notamment un doublé de Emanuel Herrera. Le club va ensuite enchaîner les matchs de préparation à un rythme d'un match tous les trois-quatre jours avec plus ou moins de réussite. Après un belle victoire face à l'AC Arles-Avignon, sur le score de deux buts à zéro, les pailladins enchaînent deux pauvres matchs nuls sur le score de zéro à zéro, face au Clermont Foot à Sète puis au Toulouse FC à Béziers. Alors que Jean Fernandez laisse se reposer le cadre lors du match suivant face à l'EFC Fréjus Saint-Raphaël où les jeunes de la réserve s'inclinent sur le score d'un but à deux, les titulaires font preuve de réalisme lors du match suivant face à un autre pensionnaire de Ligue 1 en s'imposant un but à zéro face à l'AC Ajaccien grâce à un but de la nouvelle recrue, Siaka Tiéné. Le club héraultais termine sa préparation comme la saison précédente par une confrontation avec le club espagnol de l'Espanyol de Barcelone, mais résiste à son adversaire à l'inverse de l'année précédente en tenant le match nul zéro à zéro.

## Compétitions

### Championnat
La saison 2013-2014 de Ligue 1 est la soixante-quinzième édition du championnat de France de football et la douzième sous l'appellation « Ligue 1 ». La division oppose vingt clubs en une série de trente-huit rencontres. Les meilleurs de ce championnat se qualifient pour les coupes d'Europe que sont la Ligue des Champions (le podium) et la Ligue Europa (le quatrième et les vainqueurs des coupes nationales). Le Montpellier HSC participe à cette compétition pour la trente-deuxième fois de son histoire et la cinquième consécutive depuis la saison 2009-2010.
La compétition débutera le Vendredi 9 août 2013 à 21 h, avec en match d'ouverture la confrontation entre le Paris Saint-Germain tenant du titre, et le Montpellier HSC au Stade de la Mosson, puis suivra un déplacement face à l'AS Monaco, un match à domicile face au FC Sochaux-Montbéliard et un déplacement face à l'OGC Nice.

#### Une entrée en matière délicate - Journées 1 à 5
Le premier match de la saison est un match de gala entre les deux derniers champion de France qui tient ses promesses, puisque les deux équipes vont se livrer une lutte acharnée, les montpelliérains ouvrant le score par l'incontournable Rémy Cabella avant de voir le Paris Saint-Germain recoller au score en seconde mi-temps grâce à une tête de Maxwell. Lors de la seconde journée, les hommes de Jean Fernandez se déplace vers le second ogre de première division remotée cette saison, l'AS Monaco. Le scénario n'est pas le même que lors de la première journée, privé de leur meneur de jeu Rémy Cabella, les pallaidins vont tenir une mi-temps, Victor Hugo Montaño répondant à son compatriote colombien Radamel Falcao, puis Emmanuel Rivière va venir crucifier à trois reprises un Laurent Pionnier totalement dépassé par l'armada monégasque.
Pour de nombreux spécialistes, le championnat débute réellement pour le MHSC lors de la troisième journée face au FC Sochaux-Montbéliard, après avoir affronté les deux monstres financiers de la première division. Le pailladins vont néanmoins se faire très peur lors de ce match et vont arracher la victoire dans les arrêts de jeu grâce à une reprise de Siaka Tiéné qui donne un avantage décisif à son équipe. Les montpelliérains négocient un nouveau match compliqué lors de la quatrième journée, en allant défier l'OGC Nice pour son dernier match dans son mythique stade du Ray et avant son déménagement à l'Allianz Riviera. Mais les hommes de Jean Fernandez font preuve de caractère en revenant deux fois au score par Souleymane Camara et par l'incontournable Siaka Tiéné arrachant ainsi le nul deux buts partout. Les hommes de Jean Fernandez ne vont cependant pas faire fructifier ce bon point pris à l'extérieur en n'arrivant pas à trouver la faille face au Stade de Reims qui les accroche au stade de la Mosson zéro but à zéro.

#### Une longue série de matchs nuls - Journées 6 à 11
Les pailladins continuent à décevoir enchainant les matchs nuls, voyant à plusieurs reprises leurs adversaires revenir alors qu'ils avaient le match en main. En effet, après avoir mené deux buts à zéro grâce à Victor Hugo Montaño et à Rémy Cabella, les montpelliérains voient revenir l'Évian Thonon Gaillard FC à la 77e minute, Vitorino Hilton sauvant d'ailleurs les siens d'une défaite dans les dernières minutes du match. Après avoir concédé un nouveau zéro à zéro à la maison face au Stade rennais, les hommes de Jean Fernandez se font une nouvelle fois rejoindre au score après avoir mené sur le terrain de l'AC Ajaccien, alors qu'ils se trouvaient en supériorité numérique. Mais c'est grâce à un étincelant Rémy Cabella, que les pailladins vont mettre fin à cette série en écrasant l'Olympique lyonnais cinq buts à un, avec notamment deux buts et trois passes décisives de leur jeune meneur de jeu.
Les pailladins ne vont cependant pas réussir à enchainer après la trêve internationale, en s'inclinant coup sur coup au stade de la Mosson face au Lille OSC, un but à zéro, Vincent Enyeama le portier lillois réalisant un match exceptionnel face aux attaques montpelliéraines, puis chez les Girondins de Bordeaux sur le score de deux buts à zéro après une expulsion au bout de vingt minutes de Yassine Jebbour, rappelant que les Montpellier HSC est un des plus mauvais élève de Ligue 1 en termes d'expulsion.

#### Une entrée dans l'hiver difficile - Journées 12 à 19
À l'entrée de l'hiver, les pailladins continuent à enchainer les contres performances. Les hommes de Jean Fernandez arrachent à deux reprises des matchs nul à la dernière seconde, face au FC Nantes dans un premier temps, grâce à une réalisation de Djamel Bakar en toute fin de rencontre, puis face au Valenciennes FC grâce à une réalisation de Benjamin Stambouli à la 92e minute du match. Lors de la 14e journée, c'est le scénario inverse qui se produit avec la réception de l'EA Guingamp qui revient au score sur pénalty dans les dernières minutes, et ce malgré l'ouverture du score de l'incontournable Rémy Cabella qui a donné l'espoir d'un instant de voir le club décroché sa troisième victoire de la saison.
Les hommes de Jean Fernandez vont enchainer de performance médiocre qui vont coûter lui coûter sa place d'entraineur. Après avoir essuyé une défaite logique au stade Vélodrome face à l'Olympique de Marseille (2-0), Louis Nicollin tente de piquer son entraineur au vif en déclarant qu'il pense avoir fait une "connerie". Mais cette déclaration n'est pas suivi d'effet, les pailladins se faisant humilier à domicile lors de la journée suivante par une équipe du FC Lorient pourtant tout aussi mal en point, menant ainsi dans la foulée à la démission de leur entraineur. Les montpelliérains ont une réaction d'orgueil lors de la 17e journée en allant accrocher le Toulouse FC un but partout grâce, une nouvelle fois, à une inspiration de Rémy Cabella, sous les ordres d'un Pascal Baills qui assure l'intérim avant l'arrivée de Rolland Courbis. Malheureusement, le technicien marseillais n'arrive pas à faire décoller les pailladins avant la trêve hivernale en s'inclinant dans un premier temps au stade de la Mosson face à l'AS Saint-Etienne (0-1) puis en n'obtenant qu'un misérable match nul sur le terrain du SC Bastia (0-0). La trêve arrive à point nommé pour le club qui à mi parcours occupe un inquiétante 17e place à seulement trois points devant le premier relégable.

#### A la relance au début de l'année 2014 - Journées 20 à 26

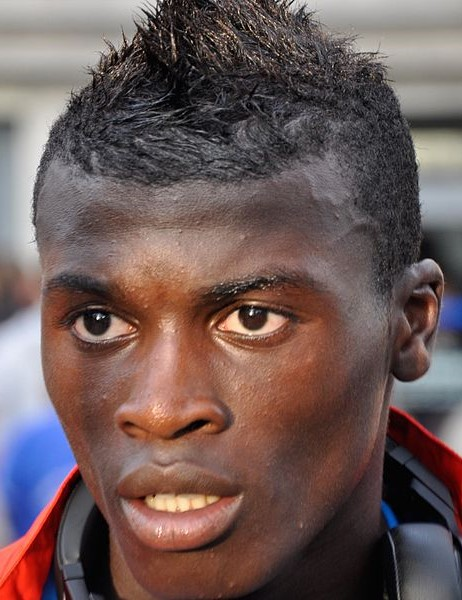
M'Baye Niang, symbole de la renaissance du MHSC.

Après s'être qualifié facilement en Coupe du France, les héraultais reprenaient le championnat en 2014 par une rencontre délicate à domicile face à l'AS Monaco. Les hommes de Rolland Courbis ont montré un tout autre visage par rapport à avant la trêve hivernale et obtiennent un bon match nul grâce à l'égalisation sur pénalty de M'Baye Niang à la 68e minute. Les pailladins enchainent lors d'un match valant plus de trois points chez le FC Sochaux-Montbéliard, d'où ils reviennent avec une victoire nette deux buts à zéro grâce à des réalisations de Anthony Mounier et de Siaka Tiéné, avant de s'imposer assez facilement au stade de la Mosson face à l'OGC Nice trois buts à un grâce à des buts de M'Baye Niang, Vitorino Hilton et Souleymane Camara puis d'enchainer lors de la journée suivante en écrasant le Stade de Reims sur sa pelouse quatre buts à deux grâce notamment à un Rémy Cabella une fois de plus décisif, avec deux buts et une passe décisive. Après trois victoires consécutives, les pailladins subissent un coup d'arrêt à domicile face à Évian Thonon Gaillard qui les tient en échec un but partout et ce malgré le neuvième but cette saison de l'incontournable Rémy Cabella, avant d'être une nouvelle fois tenu en échec par le Stade rennais en Bretagne sur le score de deux buts partout grâce à une égalisation inespérée de Souleymane Camara dans les derniers instants du match. Mais les pailladins se relancent fin février en s'imposant contre l'AC Ajaccien sur le score de deux buts à zéro, se donnant ainsi une avance confortable sur les places de relégables.

#### Une phase délicate à négocier - Journées 27 à 33
Après une bonne série de résultats lors des journées précédentes, les montpelliérains entre dans une période plus compliqué avec des matchs les opposants à plusieurs équipes du haut de tableau de la Ligue 1. Le premier de ces matchs les amène au stade de Gerland où les hommes de Rolland Courbis vont tenir en échec zéro partout un Olympique lyonnais revanchard après l'humiliation reçu en début de saison au stade de la Mosson (5-1). Lors de la journée suivante, les pailladins sont en déplacement dans le nord pour affronter le Lille OSC et vont passer à côté de leur match en s'inclinant deux buts à rien face à une équipe nordiste à la poursuite d'une place en Ligue des champions.
Les montpelliérains se ressaisissent dès la journée suivante en faisant un bon match nul face aux Girondins de Bordeaux grâce à une tête égalisatrice de leur capitaine, Vitorino Hilton. Ce match nul a domicile gâche néanmoins la fête de Rolland Courbis qui est devenu la semaine précédente l'heureux titulaire de son diplôme d’entraîneur. Mais la joie est de courte durée, les montpelliérains s'inclinant lors de la 30e journée sur le terrain du FC Nantes sur le score de deux buts à un dans un match à leurs portée gâché par deux erreurs de Daniel Congré et de Geoffrey Jourdren, avant d'être tenu en échec au stade de la Mosson par le Valenciennes FC, pourtant relégables, sur le score nul et vierge de zéro partout.
Les pailladins se ressaisissent lors de la 32e journée, faisant un grand pas vers le maintien, en décrochant un précieuse victoire sur le terrain de l'EA Guingamp sur le score de deux buts à un grâce à des réalisations de Siaka Tiéné et de Benjamin Stambouli, mais au terme d'un match riche en rebondissement et marqué par les nombreuses erreurs des deux gardiens de but, ils vont la journée suivante s'incliner au stade de la Mosson sur le score de trois buts à deux face à l'Olympique de Marseille. Au terme de cette série de matchs compliqués, le Montpellier HSC s'en sort assez timidement en ayant totalisé uniquement une victoire et trois matchs nuls, ce qui est tout de même mieux que lors de la même série lors de la phase aller.

#### Le sprint final - Journées 34 à 38
Lors de cette saison, le sprint final est un sprint au maintien en première division qui débute par un match spectaculaire chez le FC Lorient, car après avoir mené quatre buts à un à cinq minute de la fin du match à dix contre onze à la suite de l'exclusion de Geoffrey Jourdren, les pailladins vont encaissés trois buts en quelques minutes permettant ainsi aux bretons d'arracher le point d'un match nul inespéré. Les montpelliérains se ressaisissent lors de la journée suivante en s'imposant à domicile face au Toulouse FC après avoir pourtant été mené au score dès les premières minutes de jeu. Mais le talent de Rémy Cabella et du revenant Karim Aït-Fana vont permettre aux hommes de Rolland Courbis d'accrocher une victoire précieuse sur le score de deux buts à un. La 36e journée restera comme la journée du maintien pour le Montpellier HSC et ce malgré une défaite sans gloire sur le terrain de l'AS Saint-Etienne sur le score de deux buts à zéro. Cependant, la défaite de l'Evian Thonon Gaillard FC face au Stade de Reims garantie aux pailladins de rester dans l'élite après l'une des pires saisons du club depuis sa remontée en Ligue 1. Les deux dernières journées sans enjeu ne donne guère de joie au supporteurs, puisque les montpelliérains s'inclinent d'abord à domicile sur le score de deux buts à zéro face au SC Bastia avant d'être humilié lors de la dernière journée au Parc des Princes sur le score de quatre buts à zéro par le Paris SG qui été déjà sacré champion.

### Classement final et statistiques
Le Montpellier HSC termine le championnat à la quinzième place avec 8 victoires, 18 matchs nuls et 12 défaites. Une victoire rapportant trois points et un match nul un point, le MHSC totalise 42 points soit quarante-sept points de moins que le club sacré champion, le Paris Saint-Germain. Les Montpelliérains possèdent la onzième meilleure attaque du championnat, la quatorzième défense. Le MHSC est la seizième meilleure équipe à domicile du championnat (24 points), et la treizième à l'extérieur (18 points). Le club termine également à la 20e et dernière place du classement du fair-play établi par la Ligue de football professionnel, avec 59 cartons jaunes et 14 cartons rouges.
Le Paris Saint-Germain est qualifié pour la phase de groupes de la Ligue des Champions 2014-2015 ainsi que l'AS Monaco qui occupe la deuxième place. Le Lille OSC, qui finit troisième, participera au troisième tour de la compétition pour tenter d'accéder à la phase de groupes. Le vainqueur de la coupe de France, obtient sa qualification pour la phase de groupes de la Ligue Europa 2014-2015. Les deux dernières places qualificatives pour cette compétition (barrages et troisième tour de qualification) reviennent respectivement à l'AS Saint-Étienne et à l'Olympique lyonnais, quatrième et cinquième du championnat, le vainqueur de la coupe de la Ligue étant le Paris Saint-Germain. Les trois clubs relégués en Ligue 2 2014-2015 sont le FC Sochaux-Montbéliard après treize ans au plus haut niveau, le Valenciennes FC qui était présent en première division depuis huit saisons et l'AC Ajaccien qui redescend après trois saisons en première division.
| Rang | Équipe                 | Pts | J  | G  | N  | P  | Bp | Bc | Diff |
| ---- | ---------------------- | --- | -- | -- | -- | -- | -- | -- | ---- |
| 12   | Stade rennais          | 46  | 38 | 11 | 13 | 14 | 47 | 45 | +2   |
| 13   | FC Nantes              | 46  | 38 | 12 | 10 | 16 | 38 | 43 | -5   |
| 14   | Évian Thonon-Gaillard  | 44  | 38 | 11 | 11 | 16 | 39 | 51 | -12  |
| 15   | Montpellier HSC        | 42  | 38 | 8  | 18 | 12 | 45 | 53 | -8   |
| 16   | EA Guingamp            | 42  | 38 | 11 | 9  | 18 | 34 | 42 | -8   |
| 17   | OGC Nice               | 42  | 38 | 12 | 6  | 20 | 30 | 44 | -14  |
| 18   | FC Sochaux-Montbéliard | 40  | 38 | 10 | 10 | 18 | 37 | 61 | -24  |

- Phase de groupes de la Ligue Europa 2014-2015
- Relégation en Ligue 2 2014-2015

### Coupe de France
La coupe de France 2013-2014 est la 97e édition de la coupe de France, une compétition à élimination directe mettant aux prises les clubs de football amateurs et professionnels à travers la France métropolitaine et les DOM-TOM. Elle est organisée par la FFF et ses ligues régionales.
Lors des trente-deuxièmes de finale de la compétition, les montpelliérains héritent, le 9 décembre, d'un tirage plutôt clément puisqu'ils tirent le club aveyronnais du Rodez AF qui évolue en CFA. Les Pallaidins ne vont pas avoir de grande difficulté pour éliminer la modeste équipe d'amateurs qui encaisse un premier but dès la 8e minute par Teddy Mézague avant que M'Baye Niang ne confirme la sentence sur un pénalty en seconde mi-temps, permettant aux héraultais de retrouver le Paris SG au Parc des Princes lors du tour suivant.
C'est l'un des chocs de ces seizièmes de finale, les deux derniers champions de France se retrouvent avec un net avantage pour les parisiens qui sont invaincus en 2014 et qui n'ont plus perdu au Parc des Princes depuis plus d'un an. La domination des joueurs de la capitale ne fait aucun doute lors de la première mi-temps, mais ces derniers n'arrivent pas à trouver la faille face à Laurent Pionnier, et à la surprise générale, ce sont les montpelliérains qui ouvrent le score sur un coup de pied arrêté repris de la tête par Daniel Congré. Les parisiens reviennent rapidement au score et manque de doubler la mise sur un raté inconcevable d'Edinson Cavani seul face au but vide. La seconde mi-temps est plus équilibrée et sur un corner tiré par Rémy Cabella, Victor Hugo Montaño place une tête puissante sous la transversale du portier parisien. Le Montpellier HSC s'impose finalement deux buts à un au Parc des Princes et est la première équipe à faire chuter les stars parisiennes en 2014.
Lors du tour suivant, les pailladins affrontent une équipe de moindre calibre, puisque c'est l'AS Cannes qui évolue en CFA qui les accueille lors de huitièmes de finale. Les amateurs posent néanmoins pas mal de problème aux hommes de Rolland Courbis, puisqu'ils les poussent au-delà du temps réglementaire et s'imposent finalement lors des Prolongations grâce à une réalisation dans les dernières secondes de jeu de Belkacem Zobiri.

### Coupe de la Ligue
La Coupe de la Ligue 2013-2014 est la 20e édition de la Coupe de la Ligue, compétition à élimination directe organisée par la Ligue de football professionnel (LFP) depuis 1994, qui rassemble uniquement les clubs professionnels de Ligue 1, Ligue 2 et National. Depuis 2009, la LFP a instauré un nouveau format de coupe plus avantageux pour les équipes qualifiées pour une coupe d'Europe.
Le tirage au sort est plutôt clément avec les héraultais qui retrouve un FC Sochaux-Montbéliard au fond du gouffre en championnat pour ses seizièmes de finale de la compétition. Mais les pailladins arrivent également en plein doute dans le Doubs après avoir enchainé deux défaites en championnat.
Alors que les sochaliens ouvrent le score dès la 39e minute par Sanjin Prcić, les hommes de Jean Fernandez reviennent au niveau de leur adversaire au retour des vestiaires grâce à Jonas Martin. Les deux équipes se retrouvent donc en prolongations où deux coups du sort vont frapper les pailladins avec la blessure de Morgan Sanson alors que les trois remplacements ont déjà eu lieu puis l'expulsion de Jonas Martin. Les montpellérains à neuf contre onze vont donc logiquement craquer et ce malgré une dernière belle prestation de Benjamin Stambouli qui ramènera ses coéquipiers à un seul but d'écart avec les sochaliens.

### Matchs officiels de la saison
Le tableau ci-dessous retrace les rencontres officielles jouées par le Montpellier HSC durant la saison. Les buteurs sont accompagnés d'une indication sur la minute de jeu où est marqué le but et, pour certaines réalisations, sur sa nature (penalty ou contre son camp).
| Compétition       | Débute au tour | Place ou tour final | Matches joués | Gagnés | Nuls | Perdus | Buts pour | Buts contre | Différence |
| Ligue 1           | -              | -                   | 38            | 8      | 18   | 12     | 45        | 53          | -8         |
| Coupe de France   | 1/32 de finale | -                   | 3             | 2      | 0    | 1      | 4         | 2           | +2         |
| Coupe de la ligue | 1/16 de finale | 1/16 de finale      | 1             | 0      | 0    | 1      | 2         | 3           | -1         |
| Total             | -              | -                   | 42            | 10     | 18   | 14     | 51        | 58          | -7         |

## Joueurs et encadrement technique

### Encadrement technique

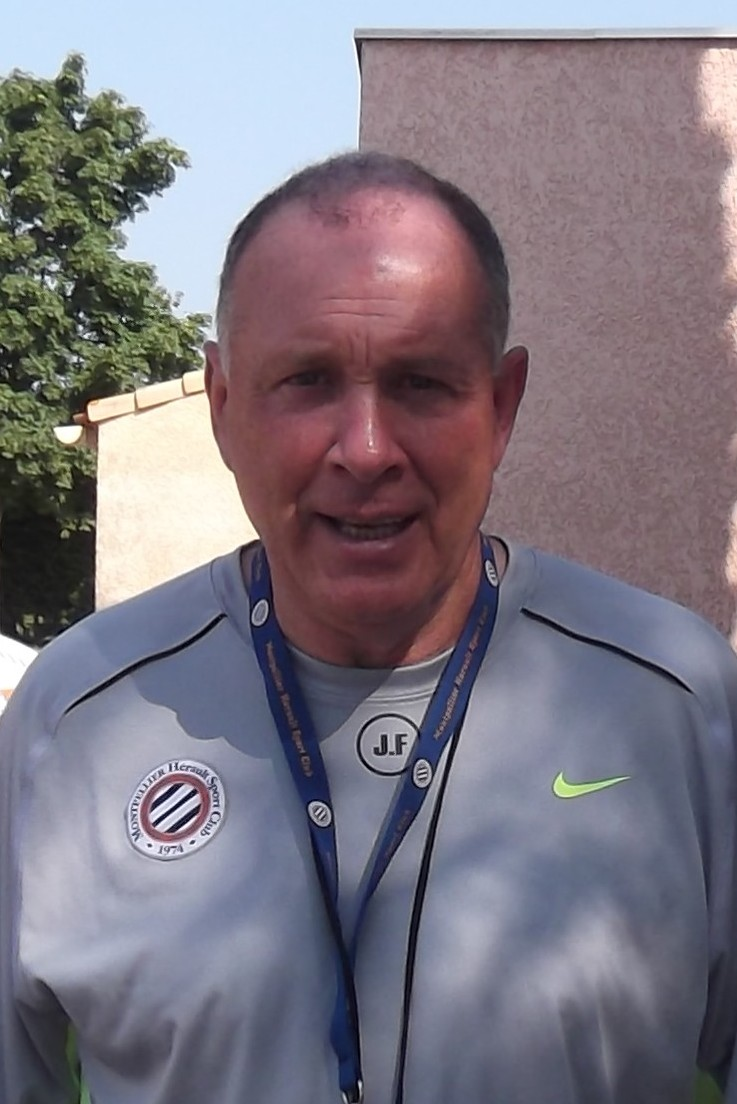
Jean Fernandez, entraineur du club.

L'équipe est entraînée par Jean Fernandez jusqu'au 5 décembre 2013. Entraîneur de 59 ans en poste depuis l'été 2013, cet ancien milieu de terrain défensif, joueur rival de l'AS Béziers, puis de l'Olympique de Marseille et des Girondins de Bordeaux entre 1975 et 1982. Il commence sa carrière de technicien à l'étranger après avoir été adjoint à l'Olympique de Marseille en s'engageant en Arabie-Saoudite où il entraine plusieurs clubs de Riyad. Après un rapide passage à l'Étoile sportive du Sahel, il rentre en France où il va enchainer les clubs avec plus ou moins de réussite, après le FC Sochaux-Montbéliard et le FC Metz, il fait une brève apparition à la tête de l'Olympique de Marseille pour une seule petite saison. Il rebondit alors à l'AJ Auxerre qu'il va amener jusqu'en Ligue des champions avant de connaître une descente en Ligue 2 la saison suivante, puis d'enchainer avec une nouvelle mauvaise expérience à l'AS Nancy-Lorraine avec qui il connait également une relégation. Au printemps 2013, il se voit proposer le poste d'entraineur du Montpellier HSC pour remplacer René Girard, en froid avec son président. Cependant à la suite de résultats compliqués, il est démis de ses fonctions et remplacé le 9 décembre 2013 par Rolland Courbis. 

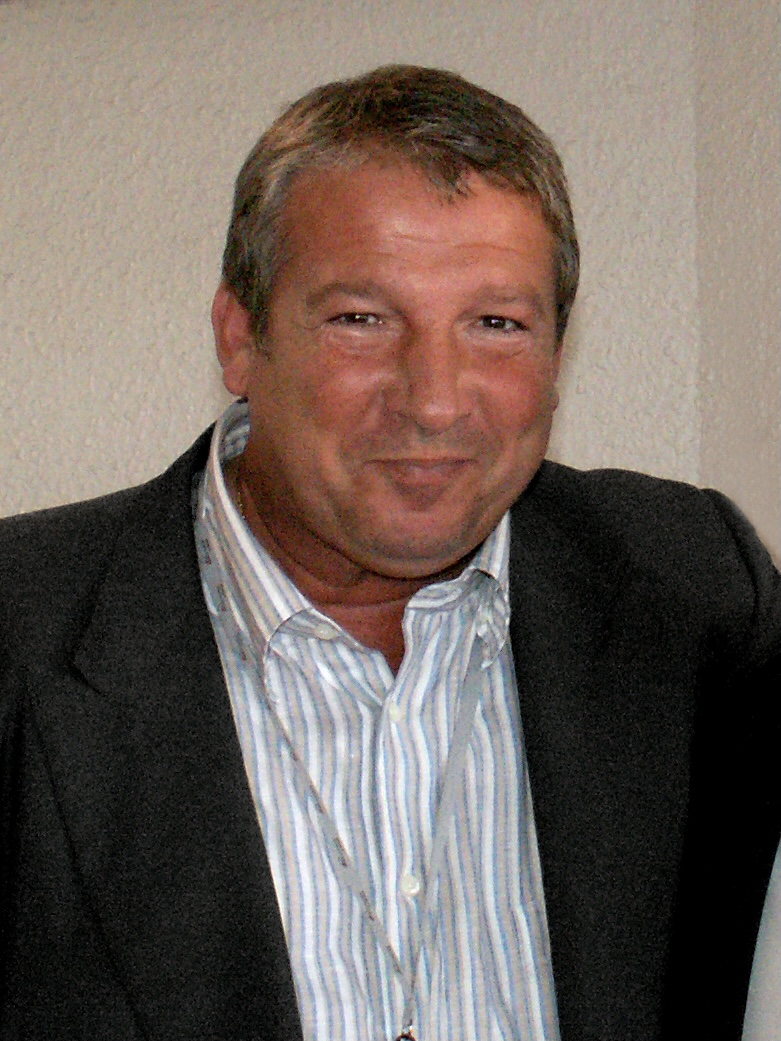
Rolland Courbis, remplace Jean Fernandez en décembre 2013.

Cet ancien défenseur triple champion de France avec le FC Sochaux et l'AS Monaco fini sa carrière de joueur professionnel au Sporting Toulon Var avant d'en devenir l'entraineur en 1986. Après avoir entrainé de nombreuses équipes françaises, comme les Girondins de Bordeaux, l'Olympique de Marseille ou encore l'AC Ajaccien, il décide de partir pour des destinations plus exotique dans les années 2000. Après un passage aux Émirats arabes unis puis en Russie, il revient à l'AC Ajaccien avant d'arriver en mission sauvetage auprès du Montpellier HSC au bord de la relégation en National. Après avoir restructurer le club et lui avoir permis de retrouver la Ligue 1 il fait une pause dans sa carrière d'entraineur privilégiant sa carrière comme consultant sur RMC. En 2012 il revient au football en tant que sélectionneur du Niger avant de faire un passage éclair au FC Sion pour finalement rebondir à l'USM Alger où il remporte la coupe nationale. Démis de ses fonctions lors de l'été 2013, il est appelé par Louis Nicollin pour remplacer Jean Fernandez le 9 décembre 2013 alors que le Montpellier HSC est 17e du championnat.
Jean Fernandez puis Rolland Courbis sont assistés lors de cette saison par Pascal Baills, ancien du club en tant que joueur et déjà adjoint de leurs prédécesseurs, et de David Carré qui connait Jean Fernandez depuis l'époque où il était entraineur du FC Metz. Rolland Courbis amène également dans ses valises Stéphane Paganelli, qui devient préparateur physique du club.

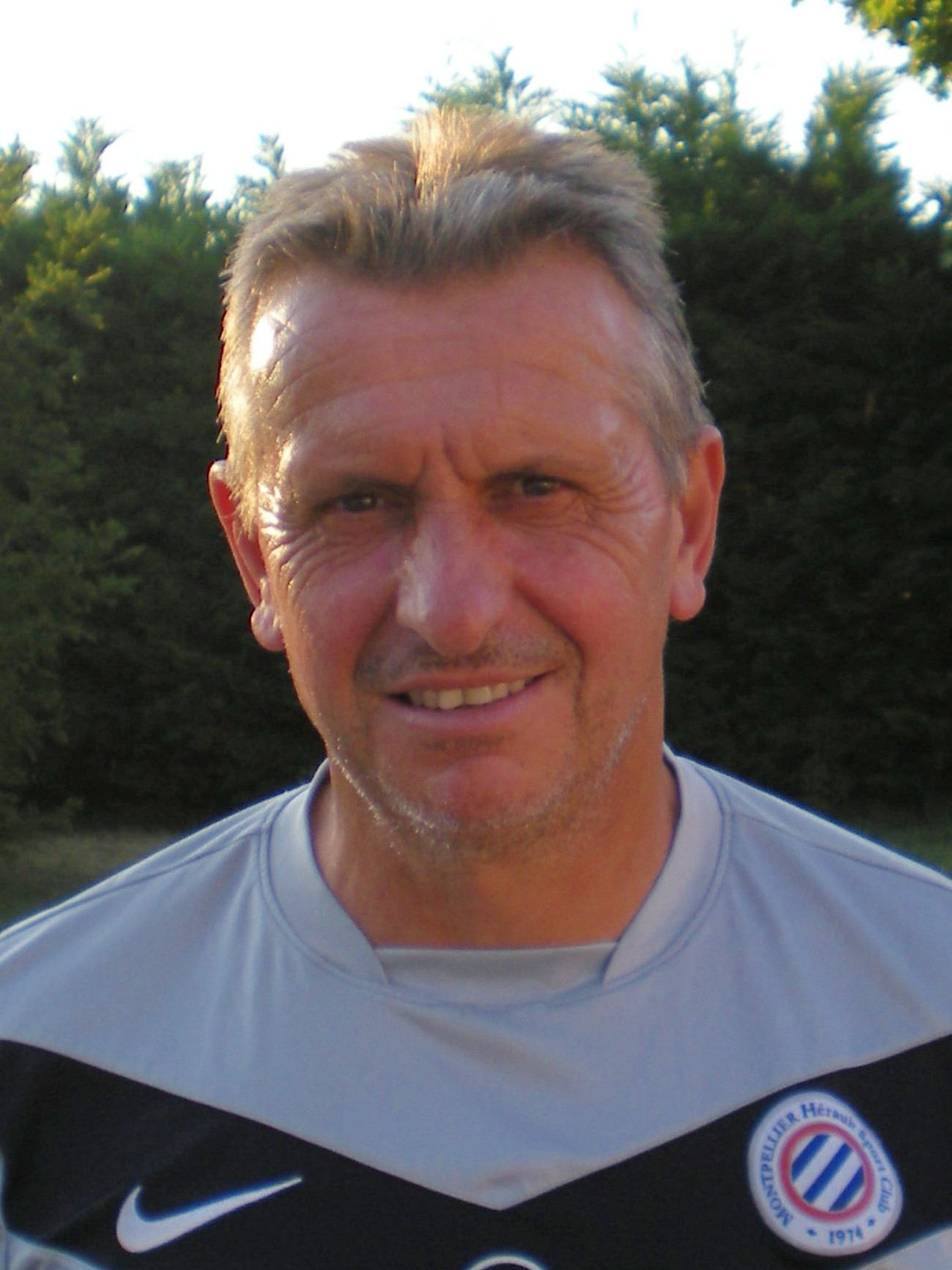
Pascal Baills, un des entraineurs adjoints du club.

Pascal Baills est un ancien de la maison, formée au club et joueur pro du MHSC entre 1983 et 1991, puis entre 1995 et 2000, il intègre dès la fin de sa carrière le staff du club en tant qu'entraîneur de la seconde équipe réserve. Il devient alors l'assistant de Michel Mézy en 2001, puis à la suite du licenciement du Gardois, coentraîneur avec Gérard Bernardet et Ghislain Printant avec qui il sauve le club de la relégation. Redevenu adjoint puis entraîneur des benjamins, il attend 2006 pour être à nouveau appelé comme adjoint par Jean-François Domergue. Il est ensuite gardé comme adjoint lors de la passation de pouvoir avec Rolland Courbis en 2008, puis lors de la passation de pouvoir avec René Girard en 2009 et une nouvelle fois lors de la passation de pouvoir avec Jean Fernandez, même si ce dernier amène avec lui un autre adjoint.
David Carré devient entraîneur de jeunes dès l’âge de 18 ans et passe ses diplômes à 23 ans. C'est alors qu'il est entraineur des jeunes au FC Metz qu'il va lier son destin à celui de son ami Jean Fernandez. Promu adjoint du technicien lors de la deuxième saison de ce dernier dans le club lorrain, il ne le quittera sauf lors de son passage à l'Olympique de Marseille.
L'entraîneur des gardiens est Dominique Deplagne, ancien gardien de but du MHSC, entre 1979 et 1985, il intègre le staff montpelliérain en 1995 comme entraîneur des gardiens de la seconde équipe réserve du club et remporte avec eux le championnat de Division d'Honneur Régionale du Languedoc-Roussillon en 1996 puis la coupe de la ligue du Languedoc-Roussillon en 1997. En 1997, il prend en charge l'entraînement des gardiens du centre de formation, poste qu'il occupe jusqu'en février 2004, formant ainsi des gardiens comme Rudy Riou, Rémy Vercoutre, Jody Viviani, Johann Carrasso ou Geoffrey Jourdren avant de devenir entraîneur adjoint chargé des gardiens au sein de l'équipe première.

### Effectif professionnel
Dans l'effectif professionnel de la saison 2013-2014, pas moins de dix-sept joueurs sont issus du centre de formation du club. Parmi eux, trois sont particulièrement attachés à ce club puisque nés dans la ville de Montpellier, il s'agit de Jonathan Ligali, le troisième gardien du club, de l'international marocain, Abdelhamid El Kaoutari et de l'international tunisien, Jamel Saihi.

### Statistiques individuelles
| Joueur              | Total |
| Rémy Cabella        | 6     |
| Anthony Mounier     | 4     |
| Siaka Tiéné         | 3     |
| Morgan Sanson       | 2     |
| Souleymane Camara   | 2     |
| M'Baye Niang        | 2     |
| Mathieu Deplagne    | 2     |
| Djamel Bakar        | 1     |
| Benjamin Stambouli  | 1     |
| Teddy Mézague       | 1     |
| Daniel Congré       | 1     |
| Mathieu Deplagne    | 1     |
| Victor Hugo Montaño | 1     |
| Jonas Martin        | 1     |
| Jean Deza           | 1     |

| Joueur              | Total |
| Rémy Cabella        | 14    |
| Victor Hugo Montaño | 5     |
| M'Baye Niang        | 5     |
| Souleymane Camara   | 4     |
| Siaka Tiéné         | 3     |
| Anthony Mounier     | 3     |
| Vitorino Hilton     | 3     |
| Benjamin Stambouli  | 3     |
| Daniel Congré       | 2     |
| Jonas Martin        | 1     |
| Teddy Mézague       | 1     |
| Joris Marveaux      | 1     |
| Morgan Sanson       | 1     |
| Djamel Bakar        | 1     |
| Karim Aït-Fana      | 1     |
| Jean Deza           | 1     |

### Joueurs en sélection nationale

#### Équipe de France
Le 13 mai 2014, Didier Deschamps donne sa liste des vingt-trois joueurs qui iront au Brésil pour jouer la Coupe du monde 2014 ainsi que les sept joueurs qui participeront à la préparation en tant que réserviste. Parmi ces sept joueurs, Rémy Cabella est retenu grâce à sa bonne saison dans un groupe montepelliérain qui aura pris l'eau toute l'année.
Le 27 mai 2014, Rémy Cabella connait sa première sélection en équipe de France, lors du premier match de préparation à la Coupe du monde 2014 contre la Norvège pour une large victoire quatre buts à zéro. Alors qu'il était repartit à Montpellier, il est rappelé le 6 juin 2014 par Didier Deschamps pour pallier le forfait du joueur lyonnais Clément Grenier et participe ainsi à sa première Coupe du monde.

#### Sélections étrangères
Trois joueurs seulement ont participé à des matchs internationaux cette année, Siaka Tiéné, Abdelhamid El Kaoutari et Jean Deza, mais les trois ne participeront pas à la prochaine coupe du monde, le premier n'ayant pas été retenu par son sélectionneur et les sélections du second et du troisième n'ayant pas réussi à se qualifier.
| Nom                    | Éliminatoires Coupe du monde | Éliminatoires Coupe du monde | Éliminatoires Coupe du monde | Éliminatoires Coupe du monde | Matchs amicaux | Matchs amicaux | Matchs amicaux | Matchs amicaux | Total | Total       | Total  | Total        |
| Nom                    | MJ                           | But inscrit                  | Averti                       | Carton rouge                 | MJ             | But inscrit    | Averti         | Carton rouge   | MJ    | But inscrit | Averti | Carton rouge |
| ---------------------- | ---------------------------- | ---------------------------- | ---------------------------- | ---------------------------- | -------------- | -------------- | -------------- | -------------- | ----- | ----------- | ------ | ------------ |
| Siaka Tiéné            | 1                            | 0                            | 0                            | 0                            | 0              | 0              | 0              | 0              | 1     | 0           | 0      | 0            |
| Abdelhamid El Kaoutari | 0                            | 0                            | 0                            | 0                            | 3              | 0              | 0              | 0              | 3     | 0           | 0      | 0            |
| Jean Deza              | 0                            | 0                            | 0                            | 0                            | 2              | 0              | 0              | 0              | 2     | 0           | 0      | 0            |

## Tactique
| \| Jourdren Deplagne Hilton Congré El Kaoutari Cabella Stambouli Marveaux Camara Sanson Montaño · ou · Niang \| Équipe type de la saison en 4-2-3-1. · D'après les temps de jeu à leur poste. |
| Jourdren Deplagne Hilton Congré El Kaoutari Cabella Stambouli Marveaux Camara Sanson Montaño · ou · Niang                                                                                     |

La formation la plus utilisée par le MHSC cette saison est le 4-2-3-1, pour quatre défenseurs, deux milieux de terrain défensifs ou récupérateurs, trois milieux de terrain à vocation offensive et un attaquant. 

## Aspects juridiques et économiques

### Structure juridique et organigramme
Lors de la saison 2013-2014, le Montpellier Hérault Sport Club est une société anonyme sportive professionnelle (SASP) au capital de 610 000 euros. Cette société est liée par convention à l'association loi de 1901 de l'Association sportive Montpellier Hérault Sport Club qui gère le centre de formation et les équipes amateurs du club. L'association est titulaire du numéro d'affiliation de la Fédération française de football, la SASP possède 100 % du capital.
Le Montpellier HSC est dirigé par un conseil d'administration dont le président est, depuis 1974, Louis Nicollin, ses deux fils, Laurent et Olivier, et l'Association Sportive Montpellier Hérault Sport Club en étant les autres membres.
L'organigramme a connu quelques changements lors de l'inter-saison, s'établit comme suit :
| Direction | Administratif | Sportif |
| --- | --- | --- |
| Président : Louis Nicollin Président délégué : Laurent Nicollin Président de l'association : Gilbert Varlot Directeur administratif et financier : Philippe Peybernes Directeur sportif : Bruno Carotti Manager centre de formation : Jean-François Domergue puis Henri Stambouli | Directeur marketing : Benoît Le Quéré Directeur développement : Fabrice Garcia Directeur communication : Pierre Bourdel Responsables sécurité : Pierre-Marie Grappin et Jacques Soares Responsable de la section féminine : Sydney Biton | Entraîneur : Jean Fernandez puis Rolland Courbis Entraîneur adjoint : Pascal Baills et David Carré Entraîneur des gardiens : Dominique Deplagne Directeur du centre de formation : Bruno Lippini Préparateur physique : Stéphane Paganelli |

### Équipementiers et sponsors
Le Montpellier HSC change régulièrement d’équipementier au cours de son histoire. Le Coq Sportif équipe le club jusqu'en 1981, puis Puma de 1981 à 1987, Duarig de 1987 à 1989 et ensuite Adidas jusqu’en 1995. Le club signe ensuite avec Erima un contrat de trois ans puis retourne chez Adidas en 1999. En 2000, à la suite de la descente en Ligue 2, Montpellier HSC signe un contrat avec Nike à qui il reste fidèle depuis lors. Le club ouvre en 2010, en partenariat avec Nike, son « MHSC Store » dans le centre commercial « Odysseum ».

## Affluence et télévision

### Affluence
Affluence du MHSC à domicile

### Retransmission télévisée
Lors de la saison 2013-2014 de Ligue 1, comme lors de la saison précédente, la Ligue de football professionnel (LFP) a choisi de prendre exemple sur les championnats étrangers et d'étaler les matchs sur les trois jours du week-end et sur plusieurs tranches horaires. Ainsi la journées de championnat débutera le vendredi soir à 21 h, un match sera diffusé samedi à 17 h, puis quatre matchs à 19 h et un à 21 h, enfin un match sera diffusé à 14 h le dimanche, puis un à 17 h et enfin un à 21 h.
De plus, l'apparition de nouveaux investisseurs (beIN Sport du groupe Al Jazeera) est venu bouleverser les habitudes des diffuseurs français. Ainsi le groupe Canal+ qui était le diffuseur majoritaire de la Ligue 1 avant 2012 verse désormais 420 millions d'euros de droits télévisuels à la LFP pour les matchs du dimanche soir qui seront à vingt-deux reprises les plus belles affiches de la journée, les matchs du samedi à 17h et les magazines footballistiques (Jour de foot, Canal Football Club, une nouvelle émission diffusée le vendredi soir et Total Ligue 1 diffusé le lundi). De son côté la chaine qatarie va débourser 150 millions d'euros pour le match du vendredi soir et du samedi qui seront à seize reprises les plus belles affiches de la journée, les matchs du dimanche à 14h et à 17 h, et les quatre matchs restant le samedi à 19h en offre pay per view.
Les droits télévisés seront versés par la LFP au MHSC au terme de la saison. À une part fixe qui revient de droit à chaque club de l'élite, sera ajoutée une partie variable qui est calculée à partir des résultats sportifs et de la notoriété de l'équipe.

## Équipe réserve et équipes de jeunes

### Équipe réserve
L’équipe réserve du Montpellier HSC sert de tremplin vers le groupe professionnel pour les jeunes du centre de formation ainsi que de recours pour les joueurs de retour de blessure ou en manque de temps de jeu. Elle a été reléguée de CFA en fin de saison 2009-2010 provoquant le départ de son entraîneur Ghislain Printant, remplacé à ce poste par Bruno Lippini, qui dirige cette équipe pour la quatrième saison consécutive.
Pour la saison 2013-2014, elle évolue dans le Championnat de France Amateur 2, soit le cinquième niveau de la hiérarchie du football en France. Après une neuvième place obtenue l'année précédente dans le groupe F, l'équipe réserve du MHSC doit éviter de rejouer le même acte que la saison dernière où elle n'a obtenu son maintien que lors des ultimes journées.
Après une saison à suspense où les jeunes montpelliérains vont courir après le Limoges FC pendant de nombreuses journées, la réserve du Montpellier HSC retrouve le Championnat de France Amateur après quatre saisons passées en CFA 2 grâce à une écrasante victoire (6-0) sur le Rodéo FC.
| Rang | Équipe               | Pts | J  | G  | N  | P | Bp | Bc | Diff |
| ---- | -------------------- | --- | -- | -- | -- | - | -- | -- | ---- |
| 1    | Montpellier HSC rés. | 78  | 26 | 15 | 7  | 4 | 50 | 24 | +26  |
| 2    | Limoges FC           | 74  | 26 | 12 | 12 | 2 | 41 | 27 | +14  |
| 3    | Les Genêts d'Anglet  | 73  | 26 | 14 | 5  | 7 | 44 | 33 | +11  |
| 4    | Toulouse FC rés.     | 70  | 26 | 13 | 5  | 8 | 36 | 30 | +6   |

- Promu en CFA

Le tableau suivant liste les matchs de l'équipe réserve du Montpellier HSC.

### Équipe de jeunes
Le Montpellier HSC aligne plusieurs équipes de jeunes dans les championnats départementaux et régionaux. Parmi ces équipes de jeunes, l'équipe des mois de 19 ans participe à deux compétitions majeures, le championnat national des moins de 19 ans et la Coupe Gambardella 2013-2014. L'équipe des mois de 17 ans évolue également en championnat national.
Les deux équipes terminent à la septième place de leur groupe respectif assez loin des places qualificatives pour la phase finale.
| Rang | Équipe             | Pts | J  | G  | N | P  | Bp | Bc | Diff |
| ---- | ------------------ | --- | -- | -- | - | -- | -- | -- | ---- |
| 4    | Olympique lyonnais | 70  | 26 | 13 | 5 | 8  | 60 | 33 | +27  |
| 5    | OGC Nice           | 70  | 26 | 12 | 8 | 6  | 60 | 33 | +27  |
| 6    | AC Ajaccien        | 70  | 25 | 14 | 3 | 8  | 43 | 33 | +10  |
| 7    | Montpellier HSC    | 67  | 26 | 12 | 5 | 9  | 47 | 37 | +10  |
| 8    | SC Bastia          | 65  | 25 | 11 | 7 | 7  | 46 | 42 | +4   |
| 9    | Clermont Foot      | 65  | 26 | 11 | 6 | 9  | 42 | 39 | +3   |
| 10   | AS Cannes          | 64  | 26 | 11 | 5 | 10 | 44 | 34 | +10  |

| Rang | Équipe           | Pts | J  | G  | N | P  | Bp | Bc | Diff |
| ---- | ---------------- | --- | -- | -- | - | -- | -- | -- | ---- |
| 4    | OGC Nice         | 70  | 26 | 13 | 5 | 8  | 48 | 44 | +4   |
| 5    | AC Ajaccien      | 68  | 26 | 13 | 3 | 10 | 43 | 45 | -2   |
| 6    | FC Istres        | 67  | 26 | 12 | 5 | 9  | 39 | 44 | -5   |
| 7    | Montpellier HSC  | 66  | 26 | 11 | 7 | 8  | 42 | 39 | +3   |
| 8    | AC Arles-Avignon | 65  | 26 | 12 | 4 | 10 | 36 | 30 | +6   |
| 9    | Rodez AF         | 60  | 26 | 9  | 7 | 10 | 52 | 42 | +10  |
| 10   | Nîmes Olympique  | 60  | 26 | 10 | 4 | 12 | 43 | 39 | +4   |